# L'amico sconosciuto
(Tagline del film)
L'amico sconosciuto (The Silent Partner) è un film del 1978 diretto da Daryl Duke.
Il soggetto è tratto dal romanzo Pensa un numero (1968) dello scrittore danese Anders Bodelsen.

## Trama
Un impiegato di banca subisce una rapina mentre è alla cassa, ma denuncia più di quanto il rapinatore abbia rubato. Il ladro, una volta accortosi d'essere stato non solo beffato, ma addirittura ritenuto responsabile d'un furto superiore a quello effettivo, si mette quindi sulle tracce dell'impiegato in malafede.

## Riconoscimenti
- 1978 – Genie Award
  - Best Feature Film
  - Best Overall Sound (Feature)